# Peter Trudgill
Peter Trudgill, né le 7 novembre 1943 à Norwich (Angleterre), est un sociolinguiste, universitaire et auteur anglais. Il est également membre de la British Academy. Trudgill est connu pour ses travaux sur la sociolinguistique, qui est l'étude des relations entre la langue et la société. 

## Publications
Ses œuvres comprennent :
| Année | Œuvre                                                                                             |
| ----- | ------------------------------------------------------------------------------------------------- |
| 1974  | The Social Differentiation of English in Norwich                                                  |
| 1974  | Sociolinguistics: An Introduction to Language and Society                                         |
| 1976  | Introduction to Sociolinguistics                                                                  |
| 1975  | Accent, Dialect and the School                                                                    |
| 1979  | English Accents and Dialects (avec Arthur Hughes)                                                 |
| 1980  | Dialectology (avec J. K. Chambers)                                                                |
| 1982  | International English (avec Jean Hannah)                                                          |
| 1982  | Coping With America (Blackwell, 2e édition 1986)                                                  |
| 1983  | On Dialect: Social and Geographical Perspectives                                                  |
| 1984  | Language in the British Isles                                                                     |
| 1984  | Applied Sociolinguistics                                                                          |
| 1986  | Dialects in Contact                                                                               |
| 1990  | The Dialects of England                                                                           |
| 1990  | Bad Language (avec Lars Andersson)                                                                |
| 1992  | Introducing Language and Society                                                                  |
| 1998  | Language Myths (avec Laurie Bauer)                                                                |
| 2001  | Alternative Histories of English (avec Richard J. Watts)                                          |
| 2002  | Sociolinguistic Variation and Change                                                              |
| 2003  | A Glossary of Sociolinguistics                                                                    |
| 2003  | Norfolk Origins 7: The Norfolk Dialect                                                            |
| 2004  | New-Dialect Formation: The Inevitability of Colonial Englishes                                    |
| 2004  | New Zealand English: Its Origins and Evolution                                                    |
| 2008  | In Sfakia: passing time in the wilds of Crete                                                     |
| 2010  | The Lesser-Known Varieties of English: An Introduction (avec Daniel Schreier, Edgar W. Schneider) |
| 2011  | Sociolinguistic Typology: Social Determinants of Linguistic Complexity                            |
| 2016  | Dialect matters: respecting vernacular language.                                                  |
| 2018  | Norwegian as a normal language and other studies in Scandinavian linguistics.                     |
| 2023  | The Long Journey of English: A Geographical History of the Language.                              |